# Kadsura
El género Kadsura Kaempf. ex Juss., 1810 comprende 16 especies de bejucos leñosos y pertenece a la familia Schisandraceae. Su especie tipo es K. japonica (L., 1753) Dunal, 1817.

## Descripción
Con las caracteres generales de la familia Schisandraceae.

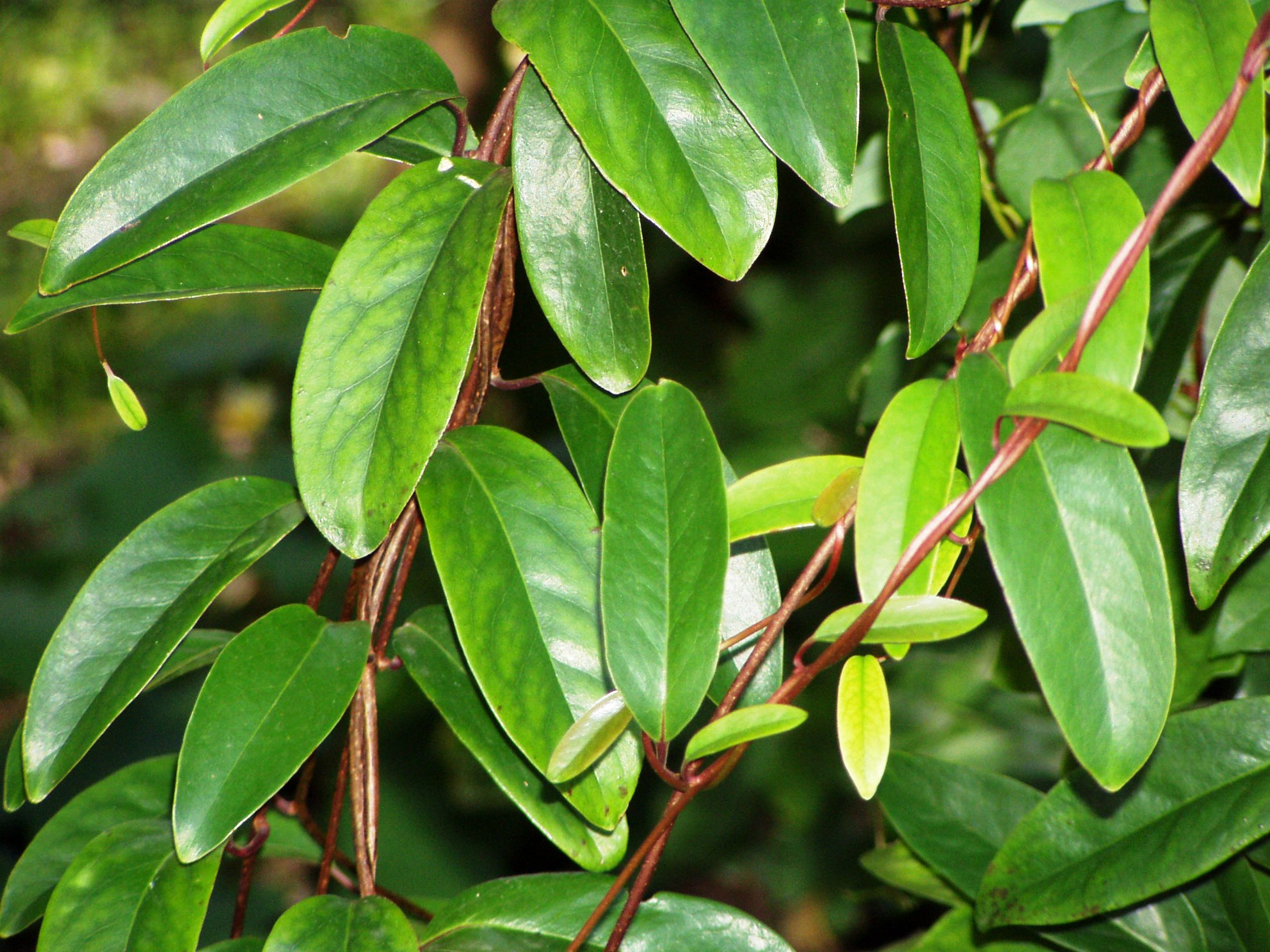
Follaje de K. japonica

- Bejucos leñosos, trepadores, glabros.
- Hojas usualmente coriáceas.
- Plantas monoicas o dioicas.
- Flores unisexuales. Tépalos 7-24. Estambres 13-80, unidos de diversas formas, a veces formando una bola, con el conectivo ancho. Carpelos 20-300, colocados en espiral en el receptáculo. Óvulos 2-5(-11) por carpelo.
- Fruto compuesto (infrutescencia) globoso, subgloboso o elipsoide, el receptáculo corto; cada fruto en baya, con (1-)2-5(-11) semillas.
- Número cromosómico: 2n = 28.

## Usos
Algunas especies tienen uso en jardinería. Los frutos secos de K. heteroclita se usan en la medicina tradicional asiática, así como partes de otras especies, p. ej., K. japonica.

## Distribución
El género se distribuye por el este y sudeste de Asia.

## Sinonimias
- Pulcheria Noronha, 1790, nom. nud.
- Sarcocarpon Blume, 1825. Especie tipo: Sarcocarpon scandens Blume, 1825).
- Cadsura Spreng., 1827 (error).
- Cosbaea Lem., 1855. Especie tipo: Cosbaea coccinea Lem., 1855).
- Panslowia Wight ex Pfeiff., 1874, nom. illeg.

## Táxones específicos incluidos
- Especie Kadsura acsmithii R.M.K. Saunders, 1997

Borneo (Sarawak)
- Especie Kadsura angustifolia A.C. Sm., 1947 (= K. guangxiensis S.F. Lan, 1983)

Vietnam, China. Medicinal.
- Especie Kadsura borneensis A.C. Sm., 1947

Borneo
- Especie Kadsura celebica A.C. Sm., 1947

Célebes
- Especie Kadsura coccinea (Lem., 1855) A.C. Sm., 1947 (= K. chinensis Hance ex Benth., 1861; Schisandra hanceana Baill., 1868; K. cavaleriei H. Lév., 1911; K. hainanensis Merr., 1923; K. ananosma Kerr, 1936; K. chinensis var. annamensis Gagnep., 1928, nom. inval.; K. calophylla A.C. Sm., 1947; K. coccinea var. sichuanensis Y.W. Law, 1996)

China, Tailandia, Birmania, Vietnam, Laos. Medicinal, frutos comestibles.
- Especie Kadsura heteroclita (Roxb., 1832) Craib, 1925 (= K. roxburghiana Arn., 1838; K. wightiana Arn., 1838; Sphaerostema blumiana Griff., 1854; K. championii C.B. Clarke, 1889; K. wattii C.B. Clarke, 1889; K. acuminata P. Parm., 1895; K. roxburghiana var. macrocarpa P. Parm., 1896; ? Schisandra crassifolia Pierre ex Finet & Gagnep., 1907; K. billitonensis A. Agostini, 1926; K. parvifolia A. Agostini, 1926; K. polysperma Y.C. Yang, 1939; K. interior A.C. Sm., 1947)

Bangladés, Birmania, Bután, China, India, Laos, Malasia, Sri Lanka, Tailandia, Vietnam, Sumatra. Medicinal, frutos comestibles.
- Especie Kadsura induta A.C. Sm., 1947

China
- Especie Kadsura japonica (L., 1753) Dunal, 1817(= K. matsudai Hayata, 1920)

Corea, Japón, Nansei-shoto, Taiwán. Medicinal, frutos comestibles, ornamental, manufactura del papel tradicional washi. 2n = 28.
- Especie Kadsura lanceolata King, 1889 (= K. ultima A.C. Sm., 1947)

Borneo, Malasia, Indonesia
- Especie Kadsura longipedunculata Finet & Gagnep., 1905 (= K. discigera Finet & Gagnep., 1906; K. peltigera Rehder & E.H. Wilson, 1913; K. omeiensis S.F. Lan, 1983)

China. Medicinal, perfumería, frutos comestibles, fibra de tallos para cordelería. 2n = 28.
- Especie Kadsura marmorata (Hend. & A.A. Hend., 1859-61) A.C. Sm., 1947 (= K. apoensis Elmer, 1915; K. sulphurea Elmer, 1915; K. clemensiae A.C. Sm., 1947)

China, Borneo, Filipinas (Mindanao)
- Especie Kadsura oblongifolia Merr., 1923

China. Medicinal, frutos comestibles.
- Especie Kadsura philippinensis Elmer, 1908 (= K. macgregorii Merr., 1910; K. paucidenticulata Merr., 1910; K. sorsogonensis Elmer ex Merr., 1923 nom. illeg.)

Filipinas (Luzón, Mindanao)
- Especie Kadsura renchangiana S.F. Lan, 1983

China
- Especie Kadsura scandens (Blume, 1825) Blume, 1830 (= K. cauliflora Blume, 1830; K. scandens var. intermedia Kuntze, 1891; Schisandra ovalifolia P. Parm., 1896)

Tailandia, Malacca, Sumatra, Java, Bali. Medicinal, frutos comestibles.
- Especie Kadsura verrucosa (Gagnep., 1939) A.C. Sm., 1947

laos, Vietnam, Malacca, Sumatra, Java